# Kenneth Clarke
Kenneth Harry Clarke, Barón Clarke de Nottingham (Nottingham, Inglaterra, 2 de julio de 1940) es un político británico y miembro del Partido Conservador. Clarke formó parte de los gabinetes de Margaret Thatcher y John Major como Canciller del Ducado de Lancaster de 1987 a 1988, Secretario de Sanidad de 1988 a 1990 y Secretario de Educación de 1990 a 1992. Clarke fue Ministro de Hacienda (Chancellor of the Exchequer, en inglés) del Reino Unido desde 1993 a 1997 durante el gobierno de John Major y Lord Canciller de 2010 a 2012. Fue diputado (MP) por Rushcliffe de 1970 a 2019 y padre de la Cámara de los Comunes entre 2017 y 2019. Presidente del Tory Reform Group desde 1997, es un conservador uninominal que se identifica con posturas económica y socialmente liberales.
Fue candidato para liderar el Partido Conservador en tres ocasiones (en 1997, 2001 y 2005), siendo derrotado siempre. Las encuestas de opinión indicaban que era más popular entre el público en general que entre su partido, cuya postura generalmente euroescéptica no encajaba con sus opiniones proeuropeas. Bajo el gobierno de coalición de David Cameron, volvió al Gabinete como Secretario de Justicia y Lord Canciller de 2010 a 2012 y Ministro sin Cartera de 2012 a 2014. También fue Defensor de la Lucha contra la Corrupción en el Reino Unido de 2010 a 2014.
El látigo conservador le fue retirado en septiembre de 2019 porque él y otros 20 diputados votaron con la Oposición en una moción; durante el resto de su tiempo en el Parlamento se sentó como independiente, aunque todavía en los bancos del Gobierno. En las elecciones generales de 2019 dimitió como diputado y, a partir de entonces, fue nombrado por Boris Johnson miembro conservador de la Cámara de los Lores en septiembre de 2020.
Clarke es Presidente del Grupo Conservador Europeo, Copresidente del organismo pro-UE British Influence y Vicepresidente del European Movement UK. Descrito por la prensa como una "Gran Bestia" de la política británica, su tiempo total como ministro es el quinto más largo de la era moderna. Ha pasado más de 20 años al servicio de los Primeros Ministros Edward Heath, Margaret Thatcher, John Major y David Cameron. Fue uno de los cinco ministros (Tony Newton, Malcolm Rifkind, Patrick Mayhew y Lynda Chalker son los otros) que ocupó el cargo durante los 18 años que duraron los Gobiernos de Thatcher y Major, lo que representa el servicio ministerial ininterrumpido más largo en Gran Bretaña desde Lord Palmerston a principios del siglo XIX.

## Primeros años y educación
Clarke nació en West Bridgford, Nottinghamshire, y fue bautizado con el mismo nombre que su padre, Kenneth Clarke, electricista minero de Nottinghamshire, y más tarde relojero y joyero. Obtuvo una beca para asistir al instituto independiente Nottingham High School antes de licenciarse en Derecho en el Gonville and Caius College de Cambridge, donde se graduó con matrícula de honor. Al principio, Clarke tenía simpatías laboristas y su abuelo era comunista, pero en Cambridge se afilió al Partido Conservador.
Como presidente de la Asociación Conservadora de la Universidad de Cambridge (CUCA), Clarke invitó al antiguo líder fascista británico Sir Oswald Mosley a dar conferencias durante dos años seguidos, lo que provocó que algunos estudiantes judíos (entre ellos su futuro sucesor en el Ministerio del Interior, Michael Howard) dimitieran de la CUCA en señal de protesta. Howard derrotó entonces a Clarke en una elección para la presidencia de la Unión de Cambridge, pero Clarke fue nombrado presidente de la Unión de Cambridge un año después, siendo elegido el 6 de marzo de 1963 por una mayoría de 56 votos. Clarke se opuso a la admisión de mujeres en la Unión, y se le cita diciendo tras su elección: "El hecho de que Oxford las haya admitido no me impresiona en absoluto. Cambridge debería esperar un año a ver qué pasa antes de tomar cualquier decisión sobre su admisión".
En un documental de principios de los noventa, el periodista Michael Cockerell le puso a Clarke unas cintas grabadas en las que éste hablaba en la Cambridge Union cuando era joven, y se mostró divertido al oír su acento, entonces estereotipado, de clase alta. Clarke es considerado uno de los miembros de la Mafia de Cambridge, un grupo de destacados políticos conservadores que se formaron en Cambridge en la década de 1960. Tras licenciarse en Cambridge en 1963, Clarke se hizo abogado en Grays Inn y fue nombrado Queen's Counsel en 1980.

## Carrera parlamentaria

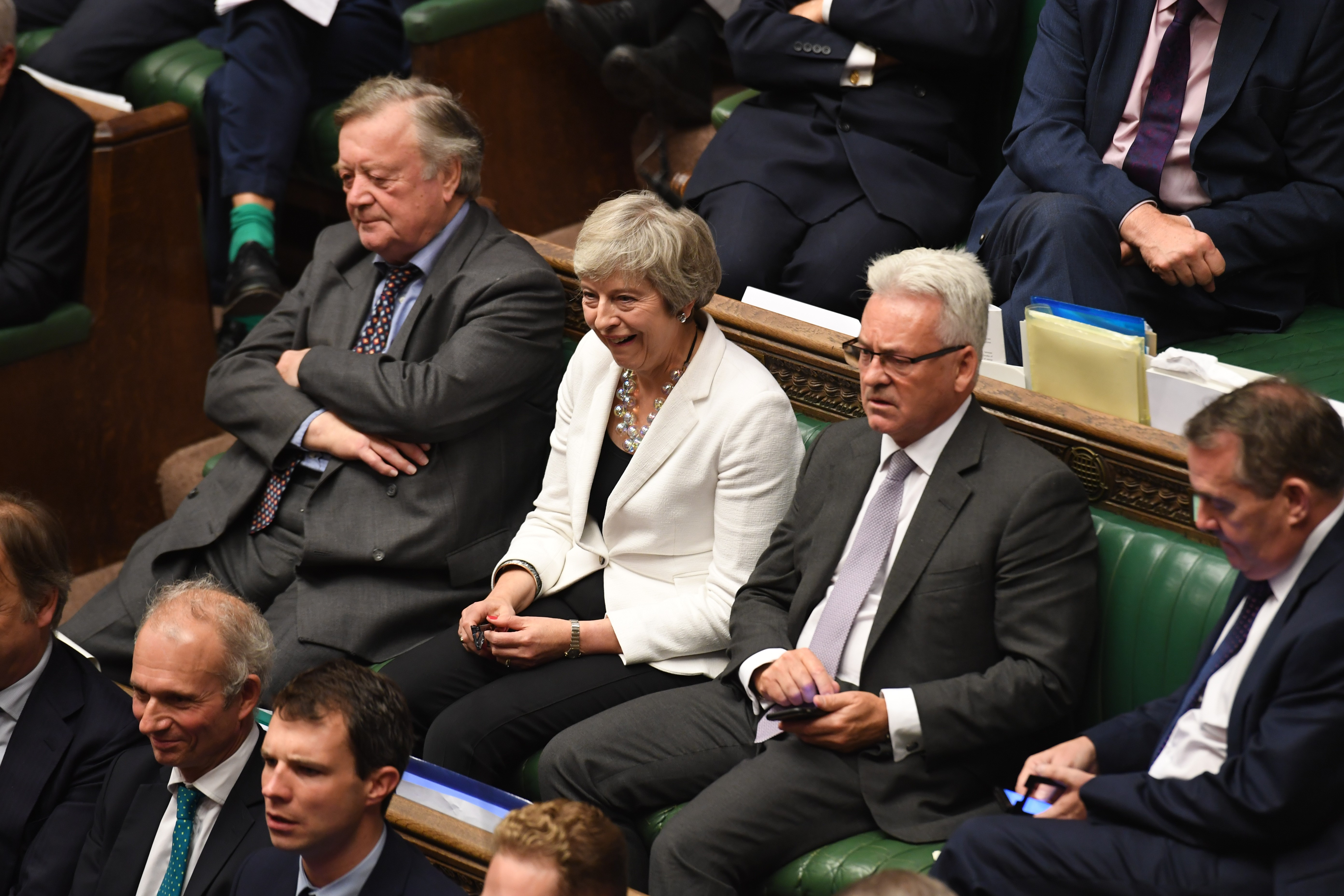
Clarke, May y Duncan en 2019.

Clarke se presentó a las elecciones a la Cámara de los Comunes casi inmediatamente después de dejar la universidad. Comenzó su carrera política presentándose al bastión laborista de Mansfield en las elecciones de 1964 y 1966. En junio de 1970, poco antes de cumplir 30 años, ganó la circunscripción de Rushcliffe, en Nottinghamshire, al sur de Nottingham, al diputado laborista Tony Gardner. De 2017 a 2019 fue Padre de la Cámara. Tras su expulsión del Partido Conservador en septiembre de 2019, se convirtió en el primer diputado independiente en ocupar el cargo de Padre de la Cámara desde Clement Tudway, que murió en el cargo de diputado por Wells en 1815.
Clarke no tardó en ser nombrado representante del Gobierno, cargo que desempeñó de 1972 a 1974; con la ayuda de los rebeldes laboristas, contribuyó a que el gobierno de Edward Heath ganara las votaciones clave sobre la entrada británica en las Comunidades Europeas (que más tarde se convertirían en la Unión Europea). Aunque Clarke se opuso a la elección de Margaret Thatcher como líder del Partido Conservador en 1975, fue nombrado portavoz de Industria de 1976 a 1979, y luego ocupó diversos cargos ministeriales durante su mandato.

### Primeros cargos ministeriales
Clarke trabajó primero en el gobierno de Margaret Thatcher como Secretario Parlamentario de Transportes (1979-81) y Subsecretario Parlamentario de Transportes (1981-82), y después como Secretario de Estado de Sanidad (1982-85).
Clarke entró en el Gabinete como director general de Pagos y Ministro de Trabajo (1985-87) (su Secretario de Estado, Lord Young of Graffham, ocupaba un escaño en los Lores), y fue Canciller del Ducado de Lancaster y Ministro del Departamento de Comercio e Industria (DTI) (1987-88), responsable de Ciudades Interiores. Mientras ocupaba ese cargo, Clarke anunció la venta a British Aerospace del Rover Group, nuevo nombre de British Leyland, que había sido nacionalizada en 1975 por el Gobierno de Harold Wilson.

### Secretario de Sanidad
Clarke fue nombrado primer Secretario de Estado de Sanidad cuando se creó el departamento a partir del antiguo Ministerio de Sanidad y Bienestar en julio de 1988. Clarke, respaldado por John Major, convenció a Thatcher para que aceptara el controvertido concepto de un "mercado interior" para el NHS. Clarke afirmó que convenció a Thatcher para que introdujera la competencia interna en el NHS como alternativa a su preferencia por introducir un sistema de seguro sanitario obligatorio, a lo que él se oponía. A su biógrafo, Malcolm Balen, le dijo: "John Moore seguía una línea que Margaret [Thatcher] apoyaba mucho, que hacía que todo fuera seguro médico obligatorio. Yo me oponía firmemente a ello... El sistema estadounidense es... el peor servicio sanitario del mundo: caro, inadecuado y con muchos médicos ricos". En sus memorias, Thatcher afirmaba que Clarke, aunque "creía firmemente en la provisión pública", era "un ministro de sanidad extremadamente eficaz: duro con los intereses creados y los sindicatos, directo y persuasivo a la hora de establecer la política gubernamental".
En enero de 1989 apareció el libro blanco de Clarke "Trabajar para los pacientes", en el que abogaba por facultar a los hospitales para que se convirtieran en trusts autónomos del NHS, financiados por los contribuyentes pero con control sobre sus presupuestos e independientes de las autoridades sanitarias regionales. También sugirió que se permitiera a los médicos convertirse en "GP fund holders". Esto permitiría a los médicos controlar sus propios presupuestos, en la creencia de que comprarían los servicios más eficaces para sus pacientes. En lugar de derivar automáticamente a los pacientes al hospital más cercano, los médicos podrían elegir dónde recibir tratamiento. De este modo, el dinero seguiría al paciente y los hospitales más eficaces recibirían más fondos.

| Predecesor: Jack Straw     | Ministro de Justicia del Reino Unido 2010-2012            | Sucesor: Chris Grayling     |
| Predecesor: Norman Lamont  | Ministro de Hacienda del Reino Unido 1993-1997            | Sucesor: Gordon Brown       |
| Predecesor: John MacGregor | Ministro de Educación y Ciencia del Reino Unido 1990-1992 | Sucesor: John Patten        |
| Predecesor: John Moore     | Ministro de Salud del Reino Unido 1993-1997               | Sucesor: William Waldegrave |